# Клагерупские бунты

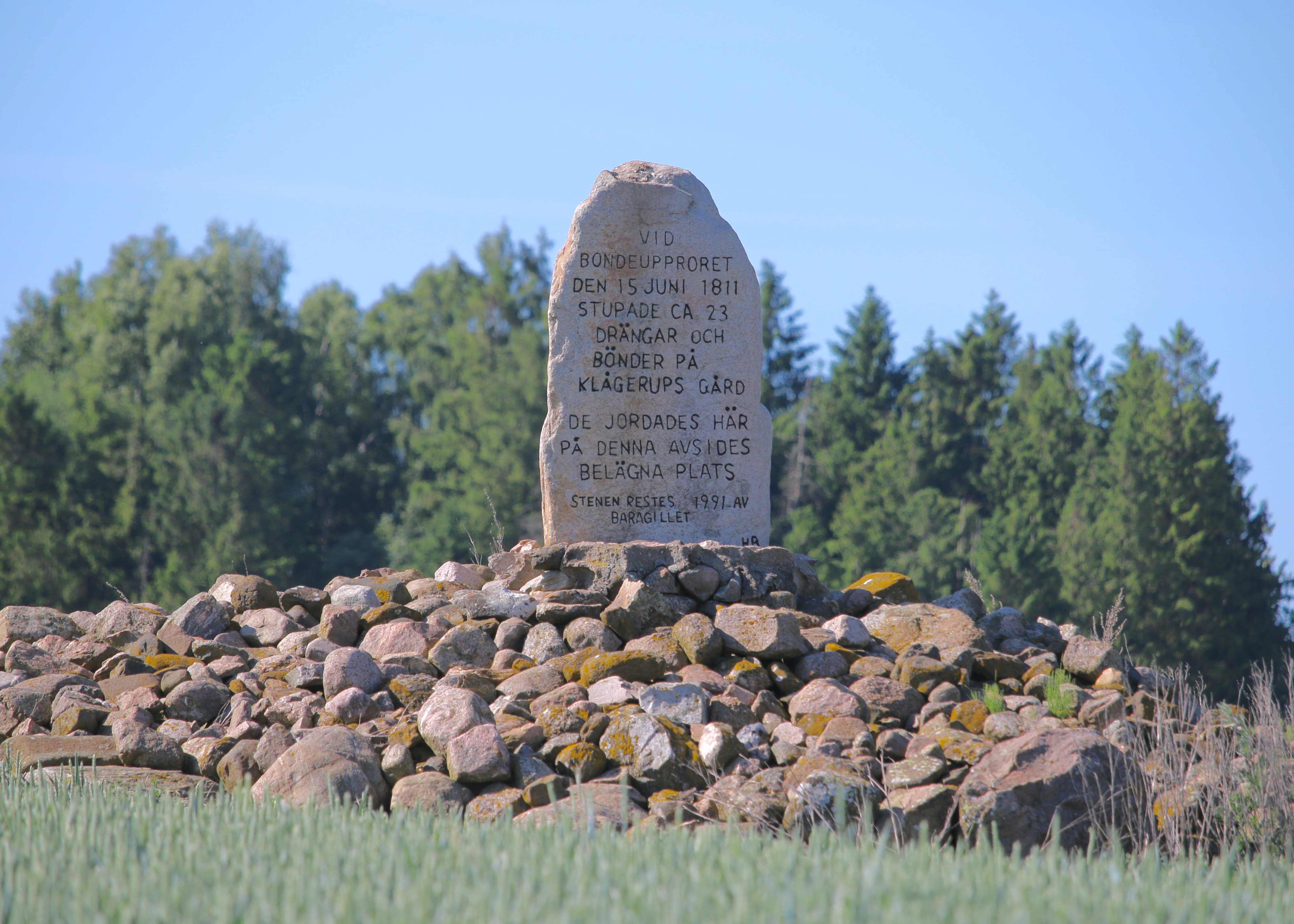
Мемориал погибшим в ходе Клагерупских бунтов 1811 года

Клагерупские бунты (швед. Klågerupskravallerna) — серия крестьянских восстаний в Швеции, произошедших в Скании летом 1811 года.
В 1811 году в Скании произошла серия восстаний, вызванных недовольством призывом на военную службу. Это привело к выступлениям гражданских армий крестьян, требовавших переговоров с властями. Повстанцы были недовольны как введением воинской повинности, так и шведским духовенством, отказавшимися встать на сторону народа.
Название «Клагерупские бунты» дано после подавления протетотв: последние силы повстанческой армии, собравшиеся в Клагерупе , отказались сдаться и дали бой шведской армии 15 июня 1811 года, в результате чего погибло около 40 бунтовщиков (23 сразу погибло в Клагерупе, а прочие позже скончались от инфицирования ран).
Сотни были доставлены в цепях в замок Мальмёхюс, который служил тюрьмой, где в течение 5-6 месяцев содержания под стражей скончалось ещё больше бунтовщиков. Также, на площади Сторторгет в Мальмё публично казнили человека, которого шведские власти считали лидером повстанческого движения.